# A Promessa (álbum)
A Promessa é o terceiro álbum de estúdio do cantor Brother Simion, lançado em 1996.
O disco trouxe uma mesclagem de sonoridades diferentes, como a bossa nova e até mesmo marcha, além de canções gravadas em inglês e espanhol.

## Antecedentes
Em 1995, o Katsbarnea lançou o álbum Armagedom, que conteve características distintas dos trabalhos anteriores da banda. Assim como outros álbuns solo do vocalista Brother Simion tinham influências diretas do que era apresentado pelo Katsbarnea, o álbum individual sucessor teria semelhanças técnicas com Armagedom.

## Gravação
O álbum foi produzido por Giovani Bon, que ficou responsável pelos teclados no álbum Armagedom. O baixista Jader Junqueira e o guitarrista Déio Tambasco, ambos do Katsbarnea, também participam do álbum.

## Lançamento e recepção
| Críticas profissionais | Críticas profissionais |
| Avaliações da crítica  | Avaliações da crítica  |
| Fonte                  | Avaliação              |
| ---------------------- | ---------------------- |
| O Propagador           | [ 4 ]                  |

A Promessa foi lançado em 1996 pela gravadora Gospel Records. Retrospectivamente, o álbum recebeu uma cotação negativa de 2 de 5 estrelas do guia discográfico do O Propagador, com a justificativa de que o projeto, apesar de uma estética mais pop do que os anteriores, "soa como uma sobra de músicas que não foram aproveitadas pelo Katsbarnea. A única coisa que parece se salvar é a faixa-título".
Foi o único trabalho da década de 1990 não contemplado por Simion em seu álbum de regravações Gênesis For New Generation.

## Faixas
Todas as músicas por Brother Simion e Estevam Hernandes.
1. "A promessa"
2. "Sinfonia de Amor"
3. "Adorar"
4. "El Senior es mi Pastor"
5. "Por que você continua me olhando Stéreo?"
6. "Highway to Heaven"
7. "Música dos Céus"
8. "Fonte Eterna"
9. "Marcha for Jesus"
10. "Samba prá Ti"
11. "Holy Land"
12. "Preso di Speranza, Bambino"
13. "Viva Jesus que Plantou o Mamão no Jardim do Éden"
14. "Pastor de Israel"
15. "Orvalho da Manhã"
16. "Infinity Love"
17. "E no final"

## Ficha técnica
A seguir estão listados os músicos e técnicos envolvidos na produção de A Promesa:
- Produção Executiva: Estevam Hernandes
- Produção Musical: Giovani Bon
- Gravação: Estúdio Unsom
- Técnico de Gravação: Hudson Reis
- Mixagem: Brother Simion, Esdras Gallo, Luís Leme e Egidio Conde
- Masterização: Domínio Digital
- Vocal, Guitarra, Gaita, Violão e Percussão: Brother Simion
- Pianos: Brother Simion e Giovani Bon
- Teclados, Sequencer e Efeitos: Giovani Bon
- Jazz Fusion Guitar na música "A Promessa": Hudson Reis
- Baixo nas faixas 01, 02 e 05: Jader Junqueira (Jadão)
- Bateria na música "Porque você continua me olhando Stéreo?": Flávio Benez
- Cítara na música "Infinity Love": Déio Tambasco
- Sax Alto e Soprano: Esdras Gallo
- Trombone Vocal na música "Samba prá Ti": Hudson Reis
- Back Vocal: Giovani Bon, Hudson Reis (faixas 04 e 11), Suely Sá e Andréa Izar (faixa 9)
- Back Vocal nas faixas 02 e 11: Marlon Saint, Jussara Oliveira e Raquel Mello (Grupo Kades Singers)
- Participação na faixa 14: Raquel Mello
- Capa: Abbud & Associados
- Conceito de Capa: Antônio Carlos Abbud
- Fotos: Vitor Hugo
- Editoração Gráfica: Sandro Natasi Silveira